# Problemi radi

## Introduzione
Un problema {\displaystyle S} può essere inteso come un linguaggio su un certo alfabeto finito {\displaystyle A}, ossia {\displaystyle (L\subseteq A^{*})}. Se {\displaystyle L} è un linguaggio finito, allora il problema {\displaystyle S} appartiene alla classe P.
In un problema generico, il numero di parole di lunghezza {\displaystyle n} cresce esponenzialmente, poiché:
- {\displaystyle 2^{1}} parole di lunghezza {\displaystyle 1}
- {\displaystyle 2^{2}} parole di lunghezza {\displaystyle 2}
- {\displaystyle \ldots }
- {\displaystyle 2^{n}} parole di lunghezza {\displaystyle n}

In un problema rado ciò non avviene, perché il numero di parole di lunghezza {\displaystyle n}, è limitato polinomialmente. In altre parole, il problema {\displaystyle S} si dice rado, se esiste un polinomio {\displaystyle p} tale che, per ogni {\displaystyle n}, {\displaystyle S} ha al più {\displaystyle p(n)} parole di lunghezza {\displaystyle \leq n}.

## Conseguenze
I problemi radi sono caratterizzati dal fatto che non possono essere NPC a meno che non sia vero P=NP. Se si dovesse trovare un problema rado che non è polinomiale, allora si riuscirebbe a dimostrare che P non è diverso da NP (ossia si dimostrerebbe che P=NP). Però i problemi radi sono difficili da trattare in quanto occorrerebbe andare a contare, per ogni possibile lunghezza di parola, quante parole ci sono in tale linguaggio.
Esiste però un tipo di problemi radi in cui questo problema non sussiste, e questi problemi sono i problemi 1-ari, ossia problemi definiti su un alfabeto di una sola lettera, come ad esempio:
{\displaystyle L\subseteq a^{*}}
In questa tipologia di problemi radi si è fortunati, in quanto ci sarà una sola parola di lunghezza 1 ({\displaystyle a}), una sola parola di lunghezza 2 ({\displaystyle aa}), e così via. I problemi radi 1-ari sono in grado di rappresentare l'intera stirpe di problemi radi in quanto è verificato che:
se esiste {\displaystyle S\in A^{*}} con {\displaystyle S} rado e {\displaystyle S\not \in P}, allora esiste {\displaystyle T\subseteq a^{*}} con {\displaystyle T\not \in P}
Quindi i problemi 1-ari sono sfruttabili per tentare di attaccare l'esistenza degli NPI al posto di utilizzare i generici problemi radi. Sfruttando i problemi radi (quindi gli 1-ari) si può dire che:
- se P {\displaystyle \neq } NP allora ogni problema rado è in NP \ {P {\displaystyle \cup } NPC}, ossia è un problema NPI;
- se P {\displaystyle \neq } NP, allora avremmo che ci sarebbe un problema rado in NP se e solo se ce ne fosse qualcuno 1-ario.

Da tutto ciò, si può concludere che esplorare i problemi 1-ari, è una buona strategia per tentare di dimostrare l'esistenza dei problemi NPI e quindi di dimostrare che P {\displaystyle \neq } NP.